# جویی تمپست
جویی تمپست، (به انگلیسی: Joey Tempest) (زادهٔ ۱۹ آگوست ۱۹۶۳) خواننده و ترانه‌سرای اصلی گروه هارد راک یوروپ است. برخی آثار معروف گروه یوروپ، مانند «The Final Countdown» ،«Rock the Night» و «Superstitious»، از ساخته‌های تمپست هستند.
او تا به امروز در کنار همکاری‌هایش با یوروپ، ۳ آلبوم شخصی هم منتشر کرده‌است.

## آلبوم‌ها

### تکی
| نام آلبوم               | سال انتشار |
| ----------------------- | ---------- |
| ۱. A Place to Call Home | ۱۹۹۵       |
| ۲. Azalea Place         | ۱۹۹۷       |
| ۳. Joey Tempest         | ۲۰۰۲       |

### یوروپ
| نام آلبوم                 | سال انتشار |
| ------------------------- | ---------- |
| ۱. Europe                 | ۱۹۸۳       |
| ۲. Wings of Tomorrow      | ۱۹۸۴       |
| ۳. The Final Countdown    | ۱۹۸۶       |
| ۴. Out of This World      | ۱۹۸۸       |
| ۵. Prisoners in Paradise  | ۱۹۹۱       |
| ۶. Start from the Dark    | ۲۰۰۴       |
| ۷. Secret Society         | ۲۰۰۶       |
| ۸. ‎Almost Unplugged(Live)‎ | ۲۰۰۸       |